# 나가노 전철
나가노 전철(長野電鉄 나가노덴테쓰[*])은 일본 나가노현의 철도사업자로, 나가덴 그룹의 핵심 기업이다. 나가노시 고도정에 본사가 있으며, 나가노현 북부 지역에 노선을 운영하고 있다.

## 노선

### 현재 노선
- 나가노 선: 나가노역 - 스자카 역 - 신슈나카노역 - 유다나카 역 (통칭: 본선)

### 폐지 노선
- 가토 선 (일부): 신슈나카노 역 - 기지마 역 (2002년 4월 폐지, 통칭: 기지마 선)
- 야시로 선: 야시로 역 - 스자카 역 (2012년 4월 폐지, 본래 가토 선의 일부)

### 노선명의 변천
가토 선의 일부 폐지 (신슈나카노 역 - 기지마 역 사이) 후 실제 운행 형태에 맞게 노선 명칭도 변경되었다.
| 구간                  | 2002년 3월 31일 이전 | 2002년 4월 1일 이후 | 2002년 9월 18일 이후 | 2012년 4월 1일 이후 |
| --------------------- | -------------------- | ------------------- | -------------------- | ------------------- |
| 나가노 - 스자카       | 나가노 선            | 나가노 선           | 나가노 선            | 나가노 선           |
| 신슈나카노 - 유다나카 | 야마노우치 선        | 야마노우치 선       | 나가노 선            | 나가노 선           |
| 스자카 - 신슈나카노   | 가토 선              | 가토 선             | 나가노 선            | 나가노 선           |
| 야시로 - 스자카       | 가토 선              | 가토 선             | 야시로 선            | (폐지)              |
| 신슈나카노 - 기지마   | 가토 선              | (폐지)              | (폐지)               | (폐지)              |